# سازمان چریک‌های فدایی خلق ایران (اکثریت-جناح چپ)
سازمان چریک‌های فدایی خلق ایران (اکثریت-جناح چپ) یک سازمان کمونیستی بود که در نتیجۀ انشعاب از جناح اکثریت سازمان چریک‌های فدایی خلق ایران در مهر ۱۳۵۹ تأسیس شد. این گروه در ابتدا تصمیم گرفت تا در جناح اکثریت باقی بماند، اما پس از اخراج رهبر خود مصطفی مدنی از کمیتۀ مرکزی اکثریت، در مهر ۱۳۵۹ از جناح اکثریت جدا شد و به صورت مستقل به فعالیت پرداخت. این گروه خواستار وحدت با جناح اقلیت بود و در نهایت در سازمان چریک‌های فدایی خلق ایران (اقلیت) ادغام شد. برخی از اعضای این گروه که با این ادغام مخالف بودند از ادامۀ فعالیت سر باز زدند، با این وجود سازمان جدیدی را نیز تأسیس نکردند.